# Silia Kapsis
Vasiliki "Silia" Kapsis (em grego:  Βασιλική Σίλια Καψή; Sydney, 5 de dezembro de 2006) é uma cantora, dançarina e atriz australiana de origem cipriota grega. Representou o Chipre no Festival Eurovisão da Canção de 2024 em Malmö.

## Discografia

### Singles
- Who Am I? (2022)
- No Boys Allowed (2023)
- Disco Dancer (2023)
- Night Out (2023)